# CAIC WZ-10
CAIC WZ-10 — ударный вертолёт производства КНР. Разработан на основе проекта 941 Российского ОКБ им. Камова. Первый ударный китайский вертолёт с тандемной кабиной. Принят на вооружение НОАК в феврале 2011 года.

## Конструкция
WZ-10 выполнен по классической схеме, с тандемным размещением экипажа. Кабина и остекление вертолёта бронированы. Шасси неубираемое энергопоглощающее, для безопасности при аварийной посадке.
Вертолёт оснащен 2 турбовальными двигателями, применены меры по снижению ИК заметности.
Несущий винт — 5-лопастной. Лопасти выполнены из композитных материалов.
Бортовое оборудование пилотов реализует принцип стеклянной кабины, установлены большие МФИ.
Вооружение вертолёта состоит из обзорно-прицельной системы, размещённой в носовой части и управляемой поворотной пушки калибра 23-мм. Управляемые ракеты могут крепиться на 4 точках подвески крыльев.
Корпус WZ-10 выполнен по технологии стелс.
Вертолёты приняли участие в манёврах «Центр-2019» (отработка борьбы с террористами) на территории Челябинской области.

## Модификации
В бригады армейской авиации Сухопутных войск НОАК начали поступать вертолёты новой модификации, получившей экспортное название WZ-10МЕ или Z-10ME. К 2023 году вертолётами новой модификации частично перевооружились десантно-штурмовые бригады сухопутных войск. Вертолёт получил антенну Бэйдоу и обновлённую систему распознавания «свой-чужой». Выхлопные отверстия двигателей были перенаправлены вверх, чтобы снизить ИК-заметность при обзоре снизу. Кабина экипажа и двигатели были защищены дополнительными броневыми экранами сделанными из лёгких композитных материалов.
Некоторые аналитики считают, что мощность двигателя WZ-9, скорее всего, увеличилась. По уточнённым данным, у варианта WZ-9C она повысилась до 1200 кВт. К 2020 году новый двигатель WZ-16, совместно разработанный китайской AECC и французской Safran, так и не был установлен на данный вертолёт.

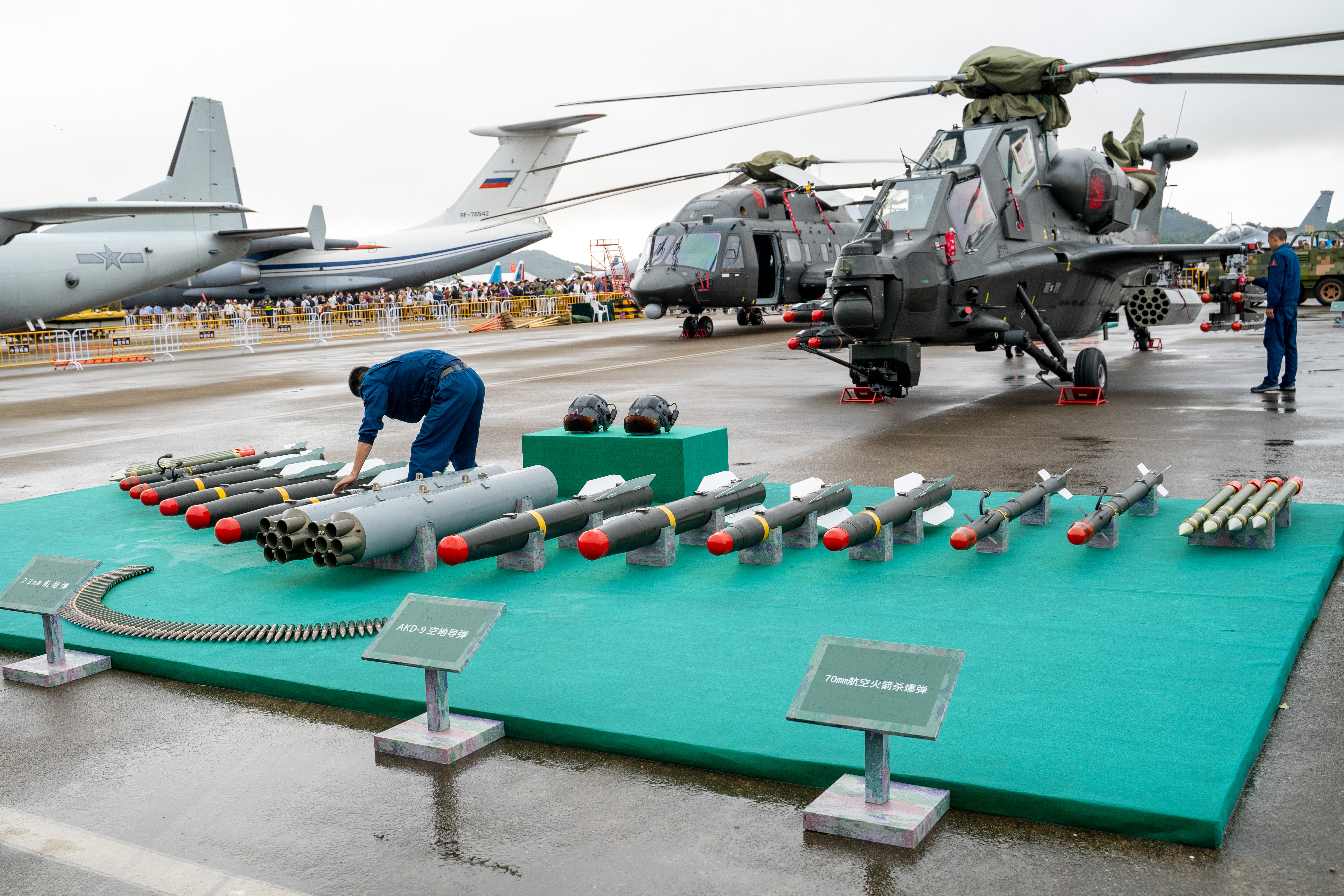
На авиашоу в Чжухае.
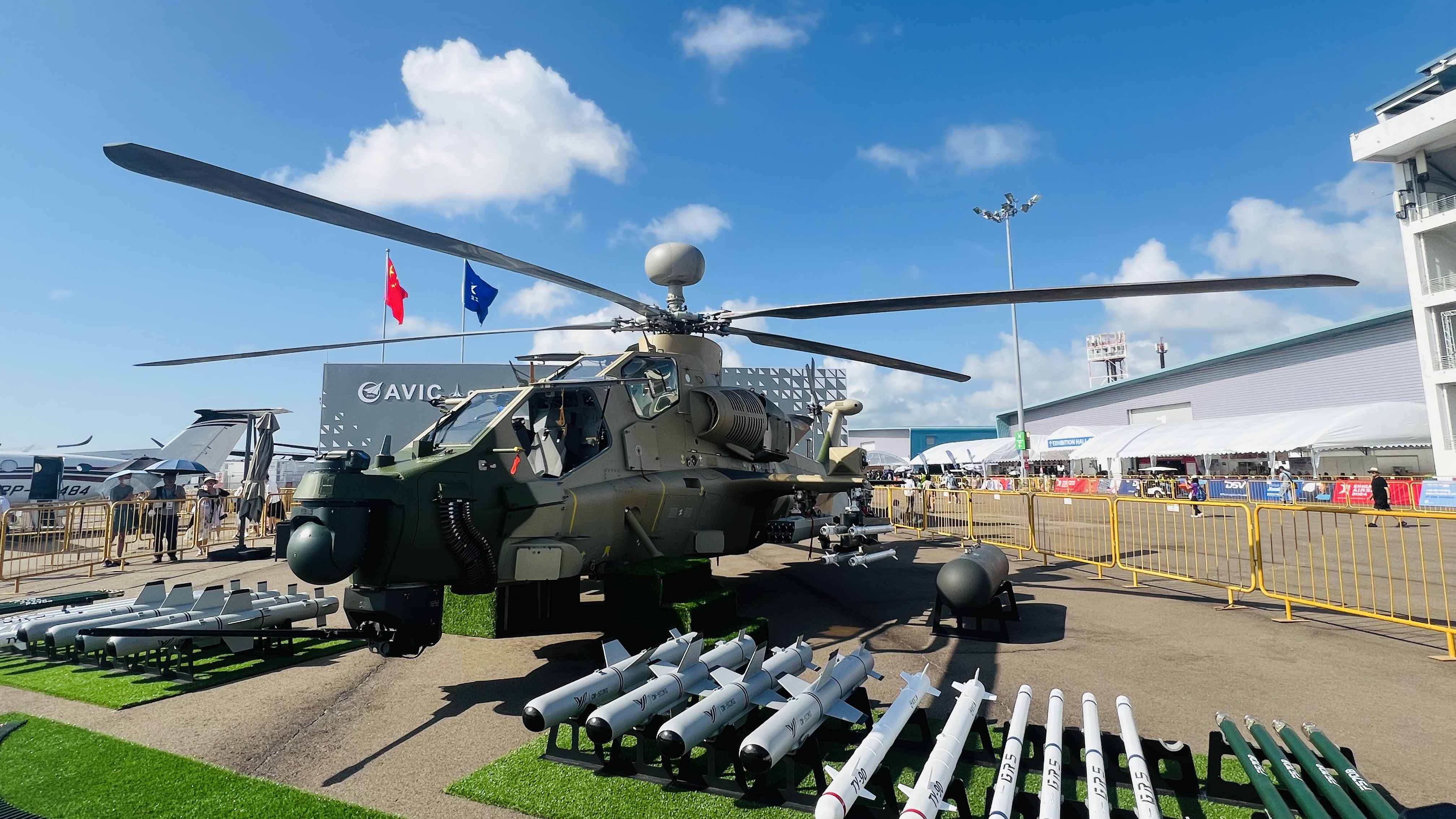
Экспортный  Z-10ME

## «Двигательный» скандал
В июне 2012 года власти США оштрафовали американскую корпорацию «Юнайтед Текнолоджис» (United Technologies), одну из крупнейших финансово-промышленных групп страны, на $75 млн за нелегальные поставки двигателей Китаю, из которых $55 млн будут перечислены Государственному департаменту США, а остальные $20 млн — Министерству юстиции. Компания поставила Китаю двигатели для вертолётов WZ-10, не имея соответствующего разрешения.
Производством двигателей для WZ-10 занималась американская компания Pratt & Whitney, дочернее предприятие «Юнайтед Текнолоджис». Американская компания на протяжении многих лет продаёт в Китай двигатели для гражданских транспортных и пассажирских вертолётов, поставляемых, в том числе, и на мировой рынок. Двигатели, поставленные для WZ-10, отличаются от гражданских версий лишь программным обеспечением.
В связи с отсутствием существенных технических отличий между гражданской и военной версиями двигателя, «Юнайтед Текнолоджис» решилась на продажу силовых установок Китаю без разрешения правительства. 
Между тем, по материалам суда, Китай скрывал, что разрабатывает ударный вертолёт — покупая двигатели и другие материалы у западных компаний, китайская компания CAIC представляла программу как гражданскую.
По данным Министерства юстиции США, «Юнайтед Текнолоджис», ведя нелегальное сотрудничество с CAIC, рассчитывала получить поддержку китайского правительства и расширить своё присутствие на вертолётном рынке страны. 
Следствие по делу о поставках силовых установок для китайской военной программы велось с 2006 года.
Так как из-за начатого в 2006 году расследования поставки двигателей PT6C-76C, стоявших на первых прототипах WZ-10, были прекращены, то на серийных машинах скорее всего стоят менее мощные китайские двигатели WZ-9.

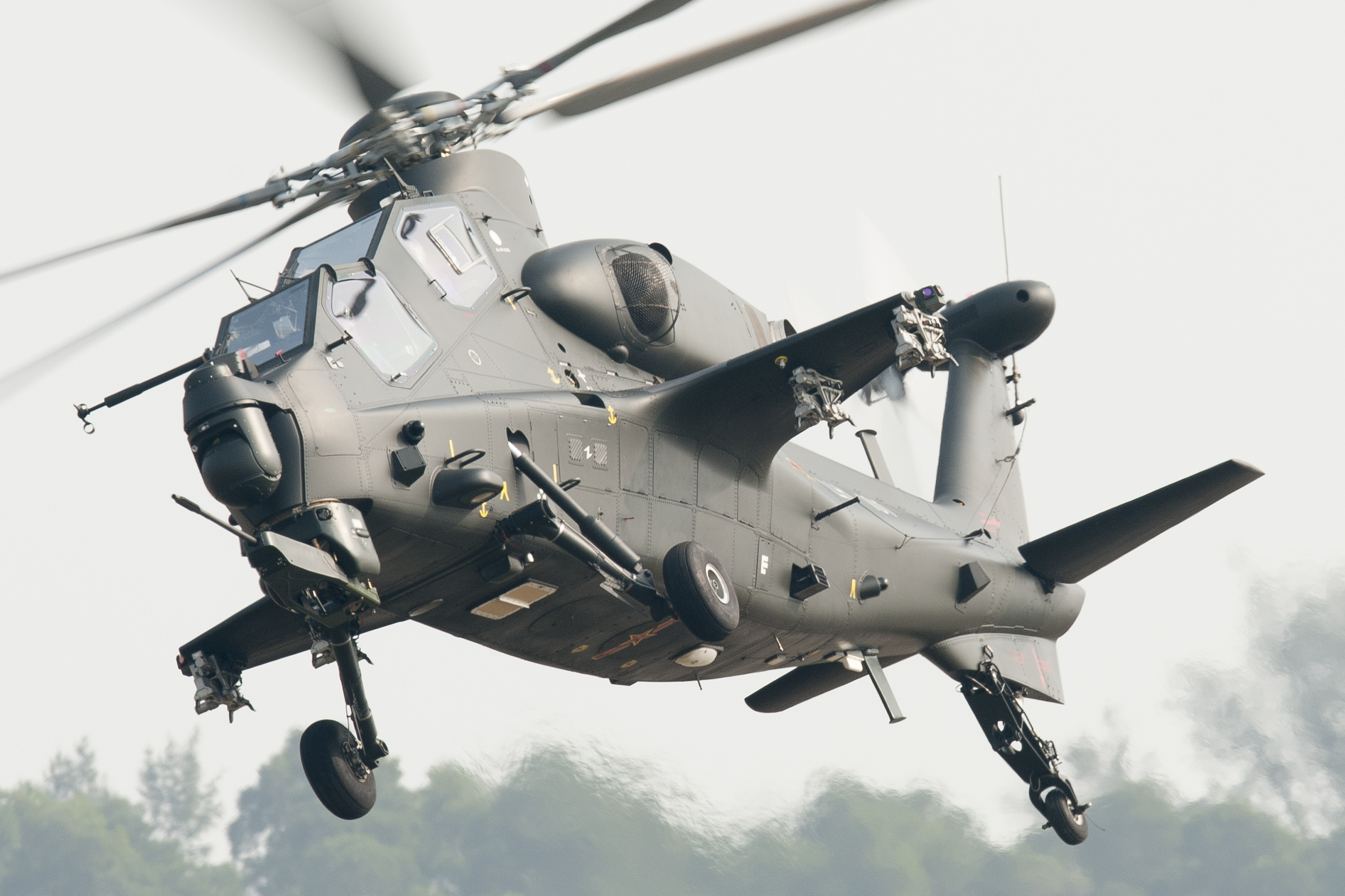
CIAS WZ-10

## Участие ОКБ «Камов» в разработке
В марте 2013 года генеральный конструктор ОАО «Камов» Сергей Михеев на выставке Heli-Expo в Лас-Вегасе сообщил, что вертолёт Z-10 был создан на основе эскизного проекта «941», разработанного КБ Камова по заказу китайского правительства в 1995 году. «По понятным причинам, эта информация держалась в секрете», — добавил он. По словам Михеева, проект был разработан строго в соответствии с требованиями Китая и не основывается на проектах каких-либо советских ударных вертолётов. Как заявил генеральный конструктор, участие «Камова» ограничилось только стадией эскизного проекта и закончилось после того как китайская сторона приняла концепцию проекта «941» для дальнейшего развития, после чего Китай самостоятельно вёл остальную часть опытно-конструкторских работ над Z-10, включая создание и доработку прототипов и серийных вертолётов.

## Тактико-технические характеристики
Приведённые характеристики соответствуют модификации CAIC WZ-10. Добавлены сведения о двигателе нового варианта вертолёта. Нет данных о влиянии его возросшей мощности на лётные характеристики.
Источник данных: 

Технические характеристики
- Экипаж: 2 (пилот и оператор вооружения)
- Длина:
- Длина фюзеляжа: 14,5 м
- Диаметр несущего винта: 12 м
- Диаметр рулевого винта:
- Размах крыла:
- Максимальная ширина фюзеляжа:
- Высота:
- Площадь, ометаемая несущим винтом:
- База шасси:
- Колея шасси:
- Масса пустого: 5540 кг
- Масса снаряжённого: 7000 кг
- Максимальная взлётная масса: 8000 кг
- Силовая установка: 2 × турбовальных Zhuzhou WZ-9 или WZ-9C
- Мощность двигателей: 2 × 1285—1632 л. с. (2 × 1000—1200 кВт[10])

Лётные характеристики
- Максимальная скорость: 270 км/ч
- Крейсерская скорость: 230 км/ч
- Практическая дальность: 800 км
- Продолжительность полёта:
- Практический потолок: 6400 м
- Статический потолок:  
  - с использованием эффекта земли:
  - без использования эффекта земли:
- Скороподъёмность: 10 м/с
- Нагрузка на диск: 3g
- Максимальная эксплуатационная перегрузка:

Вооружение
- Стрелково-пушечное: 1 × 23-мм пушка
- Точки подвески: 4
- Боевая нагрузка: 1500 кг
- Управляемые ракеты:  
  - Ракеты «воздух-земля»: 
    - Китайской армией принята новая ракета, похожая на Blue Arrow 21 (18 км, радиолокационная + полуактивная лазерная ГСН) [16];
    - До 8 × ПТУР AKD-10 (HJ-10) «Красная стрела»;
    - AKD-9[17];
    - Fire snake 70A (GR5) — 70-мм управляемые реактивные снаряды, до 7 штук на один малозаметный подвесной блок[10].

  - Ракеты «воздух-воздух»: AKK-90 (TY-90)[17].
- Неуправляемые ракеты: 4 блока калибра 57-мм или 90-мм, малозаметные блоки для 19 70-мм реактивных снарядов[10].

На выставках демонстрировалось и другое потенциально возможное оружие: CM-501XA (барражирующий боеприпас), CM-502KG (ракета).

## На вооружении
Китай - 208 единиц Z-10, по состоянию на 2023 год